# Превенција коронавирусних болести
Превенција коронавирусних болести обухвата скуп мера и поступака којима се жели зауставити кретање епидемије узроковане инфекцијом коронавирусима  (акроним COVID) изазивачима коронавирусног респираторног синдрома, коронавирусне пнеумоније, коронавирусног грипа, Блискоисточног акутног респираторног синдрома или било које друге варијанте болести коју изазивају чланови групе коронавируса (КоВ) а која се клинички манифестује у распону од благе прехладе до тежих респираторних болести и смртног исхода.
Највећа лекција коју је човечанство научило после неколико епидемија изазваних коронавирусим је, да је свет мали, и да болест с једног краја света, може да се појави, на другој полулопти и да здравствена безбедност на планети Земљи, од масовнијег ширења Коронавирусних болести зависи од тесне сарадња свих субјеката у раном препознавању тих претњи (што је пре могуће) и затим њиховом потпуном заустављању применом адекватних мера превенције.
Наука нас је више пута уверавала да је наша највећа заштита од овог вируса и даље ношење маске и социјално дистанцирање (јер што је више људи с којима комуницирате, већа је вероватноћа да ћете се инфицирати ковидом 19). Такође смо сазнали од Агенције за заштиту животне средине (ЕПА) да можемо смањити ризик од преноса вируса отварањем прозора и врата како бисмо побољшали вентилацију у нашем дому и регулисали влажност. Јер нижа влажност може омогућити вирусу да дуже живи у затвореном и рашири се у мање вирусне капљице које могу дуже да се задржавају у ваздуху.

## Полазне основе
Мере превенције и контроле инфекције су од пресудног значаја за спречавање могућег ширења коронавирусних болести у здравственим установама. Није увек могуће рано идентификовати пацијенте са коронавирусном инфекцијом, јер као и друге респираторне инфекције, рани симптоми ове инфекције нису специфични. Стога здравствени радници увек треба да примењују стандардне мере предострожности доследно према свим пацијентима, без обзира на дијагнозу.
Мерама опреза треба додати и стандардне мере превенције приликом пружања неге пацијентима који имају симптоме акутне респираторне инфекције; треба обратити пажњу на мере превенције и личну заштиту приликом неге вероватних или потврђених случајева коронавирусне инфекције. 
Светска здравствена организација објавила је читав низ превентивних мере за заустављање евентуалне појаве и ширења епидемија узрокованих инфекцијом коронавирусима на могуће нове локације, које су углавном сличне или идентичне за све коронавирусне болести, од којих ће оне најважније бити наведене на овој страници.

## Рана идентификација и праћење контаката са оболелим особама
Ризик повезан са инфекцијом коронавирусом код већине пријављених случајевана на глобалном нивоу често нема директне везе, са другим случајевима у осталим регионима света, иако је ипак међу њима утврђена извесна епидемиолошка веза. 
Како је епидемија неке коронавирусне болести рапрострањенија све је већи број случајева без јасно дефинисаног ланца преношења, тако да ће вероватно бити тешко утврдити извор заразе за многе случајеве у свету. На то указују подаци да и поред изузетних мера јавног здравственог система, које се спроведе у већини земаља најчешће се не идентификују, издвајају и тестирају многобројни контакти, што може бити од утицаја на обуздавање даљег избијање нових жаришта, и извоз заразе међу земаља на другим континентима и подручјима света. Тако настаје и све је већи број спорадичних случајева широм многих земаља на глобалном нивоу. 
У таквим условима увек постоји добар ниво неизвесности повезаних са неколико непредвидивих фактора у ситуацији која се још увек развијају у оквиру епидемије коронавирусних болести, које не само да нису искорењене већ и увелико трају нпр. ковид 19.
Ако дође до значајног пораста случајева на епидемијом захваћеном подручју, потенцијални утицај на јавно здравље и укупне здравствене системе неке земље постаје висок. Повећани број увезених случајева и локалних ланаца за пренос болести захтевао би додатна средства за управљање случајевима, надзор и тражење контаката. Комуникација о ризику са забринутим члановима јавности и здравственим радницима захтевала би ангажовање додатних све већих ресурсе. 
Такође даљњи повећани пренос лоронавирусних болести могао би резултовати значајним повећањем броја примљених у болницу у време када је здравствени систем, угрожене земље под притиском тренутне сезоне грипа, који има сличну симптологију са коронавирусним болестима. Ако би се у тим условима знатан број здравствених радника заразио вирусом, то би још више погоршало ситуацију.  Наиме новоболели са коронавирусном болести, кроз велики број анализа суспектних случајева, довели би до стварања уских грла не само у здравству већ и у дијагностичкој способности многих земаља. 

### Значај праћења контаката
Како се у свету случајеви болести стално повећавају, постаће све изазовније пратити све контакте са оболелим особама. Како је само тражење контаката недовољно оно вероватно неће обуздати епидемију, и биће потребно предузети и додатне мере (наведене у наставку).
Због све већег броја случајева тачка у којој опсежно тражење контакта постаје неодрживо могу бити ограничени ресурси који ће варирати између различитих земаља, па и у појединим регионима унутар исте земље. Међутим, мора се нагласити да и поред ограничених ресурса увек постоје разне могућности у проналажењу контаката. 
У сценарију, праћења контаката прво треба дати приоритет контактима:
- особа које су изложене највишем ризику за сваки случај понаособ,
- особама које је најлакше пронаћи,
- медицинских радника,
- службеника или особља које ради са угроженим становништвом, или на тријажним пунктовима.

При томе у праћењу контаката у други план треба ставити праћење контаката особа са мањом изложеношћу ризику, на основу  анамнестичке процене 
Мањак особља за праћење контаката могуће је превазићи ангажовањем добро обучених млађих особа или немедицинског особље, уместо болничког и специјализованог особља за јавно здравље, и за неке од активности праћења контаката тиме проширити капацитете епидемиолошког истраживања. 
Здравствени радници и специјалисте превентивне медицине из јавног здравства, за време великих епидемија треба боље искористити  на другим местима у најкритичнијим ситуацијама. 

Од осталих мера које могу помоћи у уштеди епидемиолошких ресурса, за праћење контаката спада прелазак на самонадзор, кроз утврђивања блиских контаката, дневних позива или коришћењем интернет апликације или другог мрежног алата за надгледање неких особа.

## Изолација оболелих
Изолација коронавирусом инфицираних особа, је противепидемијска мера издвајања, током периода заразности, инфицираних особа на таква места и под таквим условима да се спречи или ограничи директни, односно индиректни пренос инфективног агенса с инфицираних особа на особе које су осетљиве или могу да пренесу агенс другима.
Изолација се спроводи у болници, привременим објектима или у кућним условима (самоизолација). 
Најчешће препоручена дужина трајања изолације била би до 14 дана (две недеље), јер је то инкубациони период за коронавирусне болести, или времески период између инфекције и почетка симптома.
Иако су људи најзаразнији када имају симптоме (налик на симптоме сезонског грипа - повишена температура, кијање, кашљање), постоје индиције да неки људи могу пренети вирус иако немају симптоме. У том смислу у изолацију треба ставити и случајеве које су били у зараженом подручју или у контакту са доказано оболелом особом, пре него што се симптоми појаве што није неуобичајено и код других вирусних инфекција.

## Заштита хроничних болесника
Како коронавирусне болести изазивају теже форме болести код људи са неким хроничним стањима, као што су шећерна болест, бубрежна инсуфицијенција, хроничне болести плућа и ослабљеног имунитета, неопходо је да ове особе избегавају блиски контакт не само са оболелим особама већ и са животињама, посебно једногрбим камилама, када посећују фарме, пијаце или стаје у којима се зна да потенцијално циркулише вирус, не пију сирово камиље млеко или камиљи урин или једу месо које није правилно термички обрађено. Такође ове особе требају поштовати опште хигијенске мере, као што је редовно прање руку пре и после додиривања животиња и избегавање контакта са болесним животињама.

## Најзначајније мере превенције
Како се ради о врло инфективним вирусима, на које нико пре његове појаве није имао претходни имунитет, за разлику од грипа, због честих вакцинација, то у теорији значи да је цела људска популација потенцијално подложнија инфекцији коронавирусној болести, те се у превенцији болести саветује се придржавање следећих мера:
Ограничавање кретања и окупљања
- одлагање планираног путовања у сва подручја у којима се региструје интензивна трансмисија неке од коронавирусне болести због могућег ризика од заражавања новим коронавирусом.
- избегавање масовних окупљања и боравка у простору где се налази велики број особа
- избегавање контакта са особама које имају знаке инфекције органа за дисање (кашаљ, кијање, цурење носа, повишена температура);[3]

Интензивирање мера личне хигијене
- појачана и честа хигијена руку (прање водом и сапуном најмање 20 секунди) или ако то није могуће, коришћење алкохолних гелова за дезинфекцију руку, нарочито након контакта са оболелим особама или боравка у потенцијално угроженом подручју.

Ношење маски
- ношење маски преко уста и носа, треба применити уколико се борави у простору где су масовна окупљања (аеродроми, железничке и аутобуске станице, градски и међуградски превоз и сл.)
- здраве особе, маске не треба да носе на отвореном простору, већ само када улазите у затворене просторе, као што су превоз и здравствене установе,
- Светска здравствена организација саветује употребу маски само у специјалним случајевима - ако кашљете, имате проблема са дисањем, грозницу или кијате.

Како изабрати маску од тканине
- Маска треба да буде од материјала која ће спречити продирање капљица, али и омогућити да се кроз њу лако дише.[12]
- Треба избегавати растегљиве материјале, јер би они временом могли да пропусте капљице.
- Препоручљиво је да маска буде од материјала који може да се пере на 60 степени или више.
- Маска треба да се састоји из најмање три слоја: унутрашњи који је упијајући, слоја који дотиче наша уста и синтетичког спољног дела који тешко упија воду.
- Маска треба често да се пере и не сме да се дели.

Заштита од преношења инфекције
- примену заштите од преношења инфекције треба да спроведу све особа које осете симптоме инфекције органа за дисање (респираторна хигијена – одржавање одстојања од других особа, покривање уста и носа приликом кашљања или кијања папирним марамицама или рукавом у прегибу лакта, често прање руку);
- ношење маски преко уста и носа, важи за све особе са симптоме инфекције органа за дисање.

Заштита од зооноза
- избегавање контакта са живим или мртвим дивљим или домаћим животињама, које могу бити преносилац болести;
- избегавати конзумацију свежег, непрокуваног млека било ког порекла, односно избегавати млечне производе, месо и било коју врсту хране која би могла бити контаминирана животињским излучевинама, а без претходног чишћења, прања  и/или правилне термичке обраде.

Правовремено јављање лекару
- јављање лекару са првим знацима инфекције органа за дисање (кашаљ, кијање, цурење носа, повишена температура).

## Вакцинација
Тренутно не постоје одобрене вакцине за спречавање болести, док је неколико вакцина у развоју.